# Richmond South Centre (circonscription britanno-colombienne)
Pour les articles homonymes, voir Richmond.
Circonscription électorale provinciale du Canada
Richmond South Centre est une ancienne circonscription provinciale de la Colombie-Britannique représentée à l'Assemblée législative de la Colombie-Britannique depuis 2017 à 2024.

## Géographie
En 2020, la circonscription représente une partie de la ville de Richmond dans le district régional du Grand Vancouver.

## Liste des députés
| Législature                                                                                         | Années                                                                                              | Député                                                                                              | Député                                                                                              | Parti                                                                                               |
| Richmond South Centre Circonscription issue de Richmond Centre, Richmond East et Richmond-Steveston | Richmond South Centre Circonscription issue de Richmond Centre, Richmond East et Richmond-Steveston | Richmond South Centre Circonscription issue de Richmond Centre, Richmond East et Richmond-Steveston | Richmond South Centre Circonscription issue de Richmond Centre, Richmond East et Richmond-Steveston | Richmond South Centre Circonscription issue de Richmond Centre, Richmond East et Richmond-Steveston |
| --------------------------------------------------------------------------------------------------- | --------------------------------------------------------------------------------------------------- | --------------------------------------------------------------------------------------------------- | --------------------------------------------------------------------------------------------------- | --------------------------------------------------------------------------------------------------- |
| 41e                                                                                                 | 2017–2020                                                                                           | | Linda Reid (en)                                                                                     | Libéral                                                                                             |
| 42e                                                                                                 | 2020–2024                                                                                           | | Henry Yao (en)                                                                                      | Néo-démocrate                                                                                       |
| Circonscription abolie, voir Richmond Centre                                                        | | | | |